# Harpstedt
Harpstedt là một đô thị thuộc huyện Oldenburg, bang Niedersachsen, Đức. Đô thị này có diện tích 23,45 km².
Harpstedt là thủ phủ của Samtgemeinde ("đô thị tập thể") Harpstedt.